# 대군 - 사랑을 그리다
《대군 사랑을 그리다》는 2018년 3월 3일부터 2018년 5월 6일까지 방송되었던 TV조선 토일 드라마였다.

## 프로그램 소개
역사 속 실존 인물들인 수양대군과 금성대군의 피 튀겼던 세력 다툼이 실은 한 여자에 대한 연모로부터 출발했다는 근거 있는 역사적 가설을 기반으로 각색한 치명적인 러브 스토리(한 여인을 둘러싼 두 왕자의 핏빛 로맨스)를 담는다.
동생을 죽여서라도 갖고 싶었던 사랑, 이 세상 아무도 다가올 수 없게 만들고 싶었던 그 여자를 둘러싼 그들의 뜨거웠던 욕망과 순정의 기록을 담은 드라마

## 등장 인물

### 주요 인물
- 윤시윤 : 은성대군 이휘 역
- 진세연 : 성자현 역
- 주상욱 : 진양대군 이강 역 (†)

### 이휘 조력자
- 손지현 : 이루시개 역 (†)
- 재호 : 박기특 역 (아역 정재형)
- 양미경 : 대비 심씨 역
- 장인섭 : 도호부사 도정국 역
- 문소희 : 이정 역 - 휘, 성자현 딸, 득식의 조카.
- 오한결 : 이윤 역 - 휘, 성자현 아들, 득식의 조카

### 이강 조력자
- 손병호 : 양안대군 역 (†)
- 류효영 : 윤나겸 역 - 성자현 동무. (†)
- 추수현 : 초요경 역
- 이연경 : 연상궁 역 - 고참상궁 / 진양대군의 상궁
- 김범진 : 어을운 역 - 진양대군의 호위무사 (†)
- 황지아 : 이소화 역 - 윤나겸과 죽은 강의 딸.

### 자현 가족
- 이기영 : 성억 역 - 대제학 후에 영의정
- 김미경 : 죽산 안씨 역
- 한은성 : 성득식 역
- 문지인 : 끝단 역 - 성자현 몸종
- 전민서 : 안단비 역 - 성자현 사촌 동생, 중전 간택 단자 후보.

### 왕실 인물
- 송재희 : 왕 역 (†)
- 오승아 : 중전 역
- 정윤석 : 이명 (승평군) 역 (아역 김인우)

### 그 외 인물
- 윤서 : 정설화 역

- 신이 : 장상궁 역 - 대비 심씨의 상궁

- 염동헌 : 호조판서 정연 역

- 홍예서 : 대전상궁 역

- 황인준

- 윤승원 : 김추 역 (†)

- 최성재 : 김관 역 - 김추의 아들 (†)

- 조영진 : 우의정 박부경 역(†)

- 김정균 : 도승지 심정 역 - 대비 심씨의 남동생

- 김익태 : 이조판서 도연수 역(†)

- 박영수 : 서책방의 주인 역

- 박귀순 : 스님 역

- 한태일 : 주지스님 역

- 이정성 : 어의 역

- 신유람 : 우디캐족의 대장 역 (†)

- 김길동 : 여진족의 추장 역

- 금광산 : 여진족의 역관 역

- 이태훈

- 이미은

- 박주형 : 윤자준 역 - 윤나겸의 오빠 (†)

- 이채윤 : 생각시 연이 역 (†)

- 김보배

- 장중현

- 최교식

- 김한준

- 오규택

- 김종호

- 최나무

- 김재일 : 내금위의 종사관 역

- 장태민 : 익위사의 종사관 역

- 박용

- 윤영일

- 최정현

- 백승훈

## 시청률
최저 시청률과 최고 시청률은 시청률 조사회사와 지역별로 시청률에 차이가 있을 수 있습니다.
| 2018년 | 2018년   | 2018년     |
| 회차   | 방송일   | AGB 시청률 |
| ------ | -------- | ---------- |
| 1회    | 3월 3일  | 2.5%       |
| 2회    | 3월 4일  | 3.1%       |
| 3회    | 3월10일  | 2.0%       |
| 4회    | 3월 11일 | 2.0%       |
| 5회    | 3월 17일 | 2.0%       |
| 6회    | 3월 18일 | 1.5%       |
| 7회    | 3월 24일 | 1.7%       |
| 8회    | 3월 25일 | 2.6%       |
| 9회    | 3월 31일 | 2.7%       |
| 10회   | 4월 1일  | 2.9%       |
| 11회   | 4월 7일  | 2.5%       |
| 12회   | 4월 8일  | 2.9%       |
| 13회   | 4월 14일 | 3.0%       |
| 14회   | 4월 15일 | 3.7%       |
| 15회   | 4월 21일 | 3.6%       |
| 16회   | 4월 22일 | 4.2%       |
| 17회   | 4월 28일 | 3.6%       |
| 18회   | 4월 29일 | 3.9%       |
| 19회   | 5월 5일  | 3.4%       |
| 20회   | 5월 6일  | 5.6%       |

## 같이 보기
- 대한민국의 텔레비전 드라마 목록 (ㄷ)
- 2018년 대한민국의 텔레비전 드라마 목록